# Laboratoire d'essais de Santa Susana

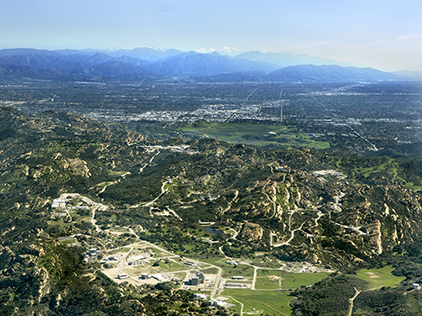
Photographie aérienne vue vers le nord-est du laboratoire de terrain de Santa Susana dans les formations de grès de Simi Hills. La vallée de San Fernando et les montagnes de San Gabriel sont vues au-delà. Prise en mars 2005.

Le laboratoire d'essais de Santa Susana (ou Santa Susana Field Laboratory/SSFL) était un site d'essais utilisé pour les fusées et pour les réacteurs nucléaires, situé à 40 km environ au nord de Downtown, Los Angeles, Californie.
En 1957, sur ce site, a été construit le premier réacteur nucléaire non militaire, destiné à la commercialisation aux États-Unis d'un réacteur d'essai refroidi au sodium liquide ou SRE (Sodium Reactor Experiment), d’une puissance électrique de 6,5 MWe. C'est dans ce réacteur que s'est produit en 1959 la première fusion du cœur d'un réacteur nucléaire aux États-Unis (13 assemblages de combustible ont été endommagés sur un total de 43),.
Aujourd'hui, toutes les recherches nucléaires et la majorité des essais de réacteurs sont arrêtés sur ce site, et il n'est plus utilisé que pour quelques essais par Boeing. 
De nombreuses recherches y ont été faites sur : 
- le développement des fusées Saturn pour les missions Apollo ;
- le développement des fusées pour l'arsenal balistique pendant la guerre froide ;
- le développement de réacteurs nucléaires pour les vols dans l'espace.

### Vidéographie
- Vidéo illustrant l'accident de 1959 (fusion d'un cœur de petit réacteur expérimental refroidi au sodium liquide) (en)